# Papoeakruiper
De Papoeakruiper (Cormobates placens) is een zangvogel uit de familie Climacteridae (Australische kruipers).

## Verspreiding en leefgebied
Deze soort is endemisch in Nieuw-Guinea en telt twee ondersoorten:
- C. p. placens: de Vogelkop, westelijk-centraal en centraal Nieuw-Guinea.
- C. p. meridionalis: zuidoostelijk Nieuw-Guinea.

## Status
De grootte van de populatie is niet gekwantificeerd maar de soort wordt omschreven als schaars tot plaatselijk vrij algemeen. Op de Rode lijst van de IUCN heeft deze soort de status niet bedreigd.